# Tarzan & Jane (singolo)
Tarzan & Jane è il primo singolo del gruppo musicale danese Toy-Box, pubblicato il 12 novembre 1998 come primo estratto dall'album Fantastic.

## Tracce
CD Maxi
1. Tarzan & Jane (Single) – 2:59
2. Tarzan & Jane (Maxi) – 4:07
3. Tarzan & Jane (Club) – 4:10

## Classifiche

### Classifiche settimanali
| Classifica (1999) | Posizione massima |
| ----------------- | ----------------- |
| Australia         | 41                |
| Austria           | 28                |
| Belgio (Fiandre)  | 52                |
| Germania          | 37                |
| Norvegia          | 3                 |
| Nuova Zelanda     | 27                |
| Paesi Bassi       | 2                 |
| Svezia            | 8                 |
| Svizzera          | 34                |

### Classifiche di fine anno
| Classifica (1999) | Posizione |
| ----------------- | --------- |
| Paesi Bassi       | 8         |
| Svezia            | 38        |